# M/S Katarina (Sverige)
M/S Katarina  är ett svenskt passagerarfartyg, som trafikerar Saltsjön i Stockholm för Rederiaktiebolaget Ballerina. M/S Katarina byggdes på Faaborg Værft i Fåborg i Danmark undet namnet MS Nordhavn. Fartyget trafikerades sträckor i centrala Köpenhamn mellan 2014 och 2020. Fartyget såldes därefter till Ballerina. Fartyget fick sedan en ombyggnation på Kummelnäs varv med ett soldäck på taket och en ny landgång. Fartyget trafikerar idag SL:s båttrafik Sjövägen mellan Tranholmen/Nybroplan och Ropsten i Stockholm.

## Bildgalleri

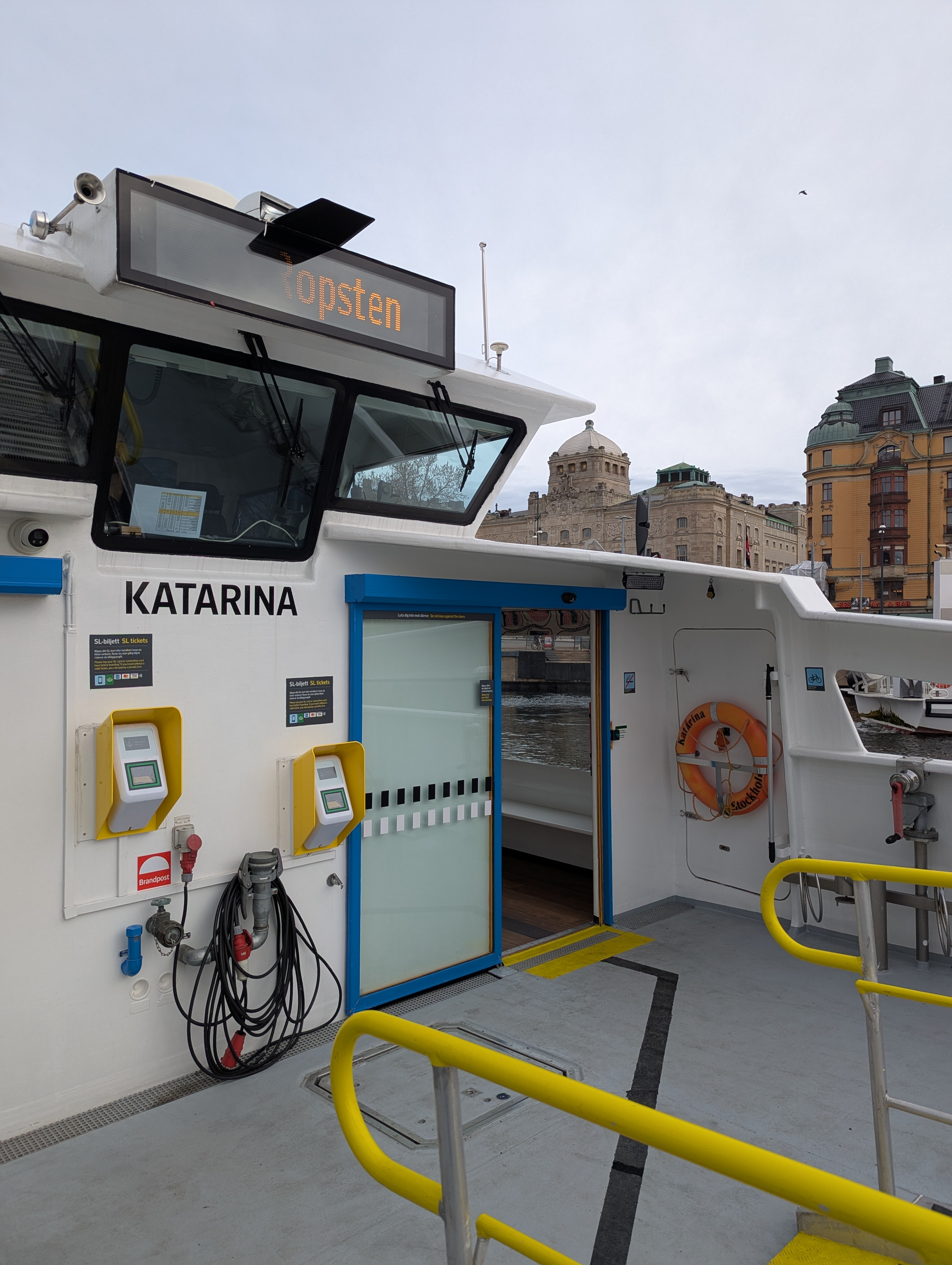
Fören
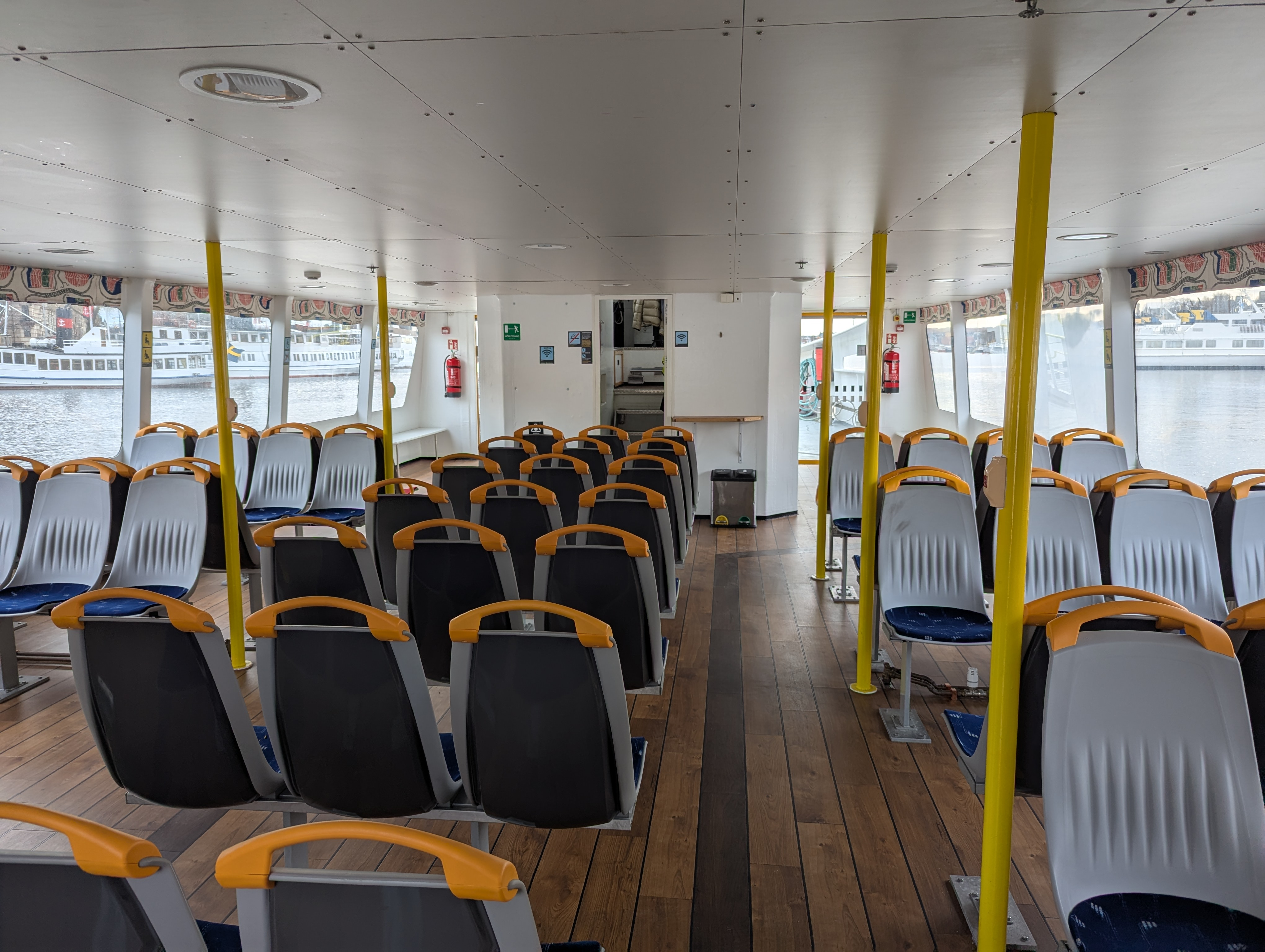
Ombord
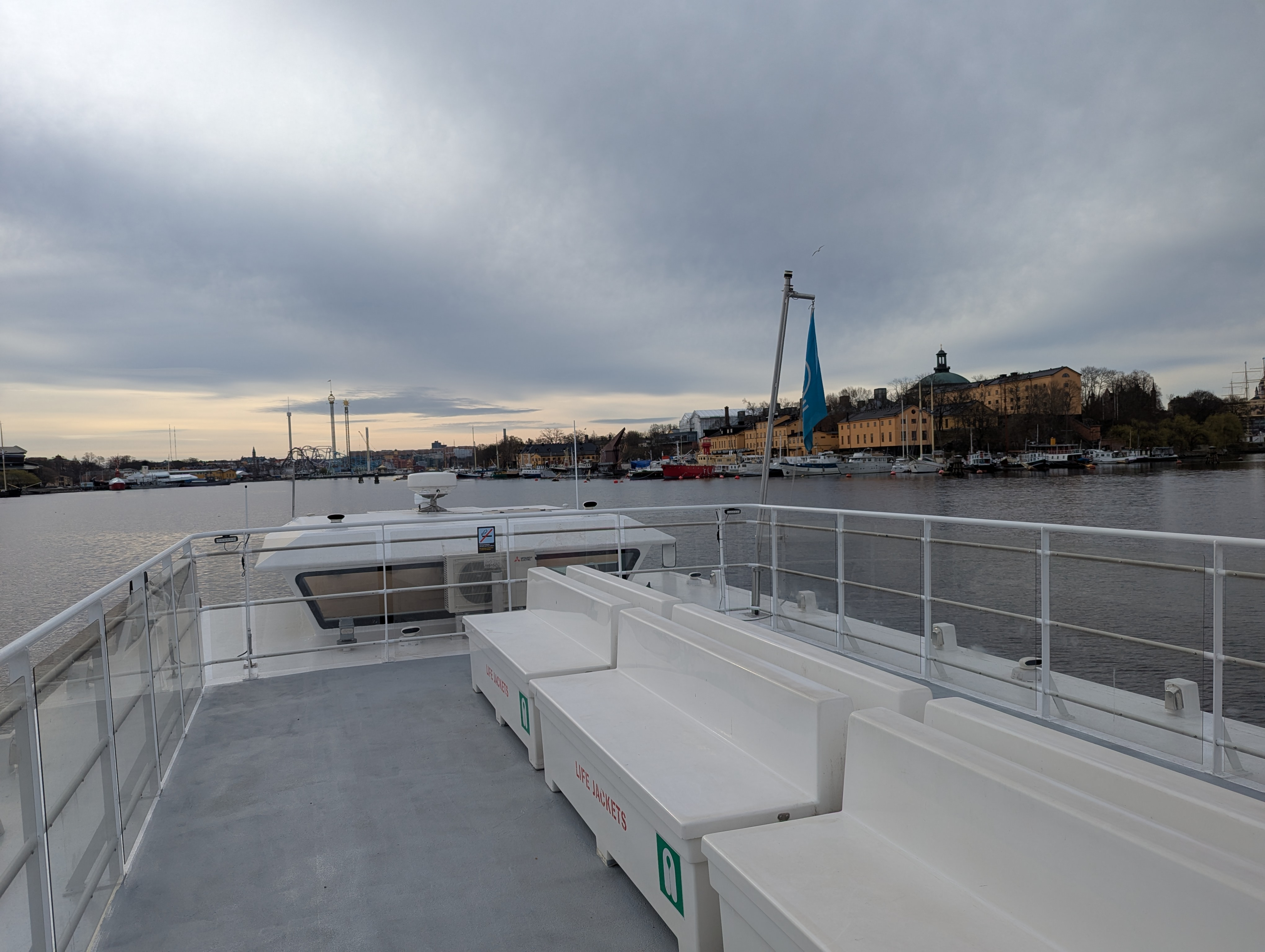
Soldäck